# 말리족
말리족(고대 그리스어: Μάλλοι 말로이[*])은 펀자브 남부에 거주하던 고대 부족으로 젤룸강(히드라오테스강)과 라비강(히드라오테스강)이 합류하는 남쪽에 있는 오늘날 물탄에 수도를 두었으며, 기원전 326년에 알렉산드로스 대왕의 인도 원정 기간 동안 알렉산드로스 대왕과 대립했다.

## 말리 원정
베아스강에서 마케도니아 군사들이 반란을 일으킨 후, 알렉산드로스 대왕은 회군하기로 결정하고 남쪽으로 이동했다. 이 소식을 들은 말리족은 전쟁을 준비하기 시작했다. 그리스의 보고에 따르면 이들은 총 9만명의 보병, 1만 마리의 기병과 900대의 전차를 모았다고 한다. 그러나 알렉산드로스는 말리족의 예상을 깨고 빠르게 진격해 그들이 도망치기 전에 도착했다. 많은 말리인들이 학살당했고 살아남은 말리인들은 말리족의 수도 물탄으로 도망쳤다.
며칠 후 알렉산드로스는 도시를 포위했다. 마케도니아군이 사다리를 뚫고 도시로 뛰어들어 말리족 지도자를 사살하는 데 성공했으나, 그 과정에서 알렉산드로스 화살에 맞아 허파를 찔렸다. 이 사실을 알게 된 그리스인들은 알렉산드로스가 살해된 줄 알고 분노해 도시의 모든 말리족을 살해하기 시작했다.
알렉산드로스는 수도를 점령한 후에 제출한 말리족의 마지막 항복문을 받았다. 그는 그들의 사신들을 쫓아냈고, 그들은 나중에 사두마차 300대를 가지고 돌아왔다. 그뿐만 아니라 알렉산드로스는 인도 방패 1,000개와 사자 수백마리, 인재 100명을 받았다.
알렉산드로스의 원정 이후에 말리족에게 어떤 일이 일어났는지는 알 수 없다. 말리족은 아마도 인도-그리스 왕국이 펀자브를 점령한 후 오늘날의 라자스탄 지역으로 이주하여 말라바족으로 불렸던 것으로 추정된다.

## 서지
- Ian Worthington (2014). 《Alexander the Great: Man and God》. Routledge. ISBN 978-1-317-86645-9.
- Peter Green (2013). 《Alexander of Macedon, 356–323 B.C.: A Historical Biography》. University of California Press. ISBN 978-0-520-95469-4.
- Theodore Dodge (1890). 《Alexander》. New York: Da Capo Press. 592–608쪽.
- Quintus Curtius Rufus (1809). 《The History of the Life and Reign of Alexander the Great》. London: S. Bagster. OCLC 457392990.
- D. C. Sircar (1971). 《Studies in the Geography of Ancient and Medieval India》. Motilal Banarsidass. ISBN 978-81-208-0690-0.